# 17881 Radmall
17881 Radmall este un asteroid din centura principală de asteroizi.

## Descriere
17881 Radmall este un asteroid din centura principală de asteroizi. A fost descoperit pe 10 februarie 1999 la Socorro, New Mexico, în cadrul proiectului LINEAR. Asteroidul prezintă o orbită caracterizată de o semiaxă mare de 2,27 ua, o excentricitate de 0,15 și o înclinație de 3,1° în raport cu ecliptica.